# Agapetes inopinata
Agapetes inopinata är en ljungväxtart som beskrevs av Airy Shaw. Agapetes inopinata ingår i släktet Agapetes och familjen ljungväxter. Inga underarter finns listade i Catalogue of Life.